# 贾比尔·艾哈迈德·萨巴赫
贾比尔·艾哈迈德·萨巴赫（阿拉伯语：‎，1928年6月29日—2006年1月15日），即贾比尔三世，為科威特第13任埃米尔，1977年12月31日至2006年1月15日在位。
1962年出任首相，1966年5月被立为王储，1977年12月31日即位。1990年8月，科威特被伊拉克占领，流亡国外，1991年2月28日海湾战争后复国。2006年1月15日去世，享年77岁。安葬於蘇萊比哈特公墓。

## 家庭
贾比尔三世共结婚13次，有21子18女。
| 前任： 萨巴赫三世 | 科威特埃米尔 | 继任： 萨阿德一世 |